# Американски нинджа 3
„Американски нинджа 3“ (на английски: American Ninja 3: Blood Hunt) е американски екшън филм от 1989 година с Дейвид Брадли в главната роля.
 Внимание:  Текстът по-долу разкрива сюжета на произведението (или части от него)!
Мощен терорист, известен като „Кобра“ заразява със смъртоносен вирус Шон Дейвидсън (Дейвид Брадли), американската нинджа в неговите биологични експерименти. Шон и неговите партньори Къртис Джаксън (Стив Джеймс) и Декстър (Евън Клисър) нямат друг избор освен да се борят с „Кобра“ и неговата армия от генетично модифицирани нинджи, водени от Чан Лий (Мишел Чан).

## Дублаж

### Диема Вижън (първи дублаж) (2002)
| Преводач           | Илияна Йорданова                                           |
| Тонрежисьор        | Димитър Кръстев                                            |
| Озвучаващи артисти | Милена Живкова Светозар Кокаланов Борис Чернев Васил Бинев |

### Диема Вижън (втори дублаж) (2016)
| Озвучаващи артисти  | Христина Ибришимова Петя Абаджиева Силви Стоицов Васил Бинев Ивайло Велчев Димитър Иванчев |
| Преводач            | Саша Добрева                                                                               |
| Тонрежисьор         | Стефан Дучев                                                                               |
| Режисьор на дублажа | Димитър Кръстев                                                                            |

## Филми от поредицата за „Американски нинджа“
Поредицата „Американски нинджа“ включва 5 филма:
- „Американски нинджа“ (1985)
- „Американски нинджа 2“ (1987)
- „Американски нинджа 3“ (1989)
- „Американски нинджа 4“ (1990)
- „Американски нинджа 5“ (1993)